# Equivalente em TNT

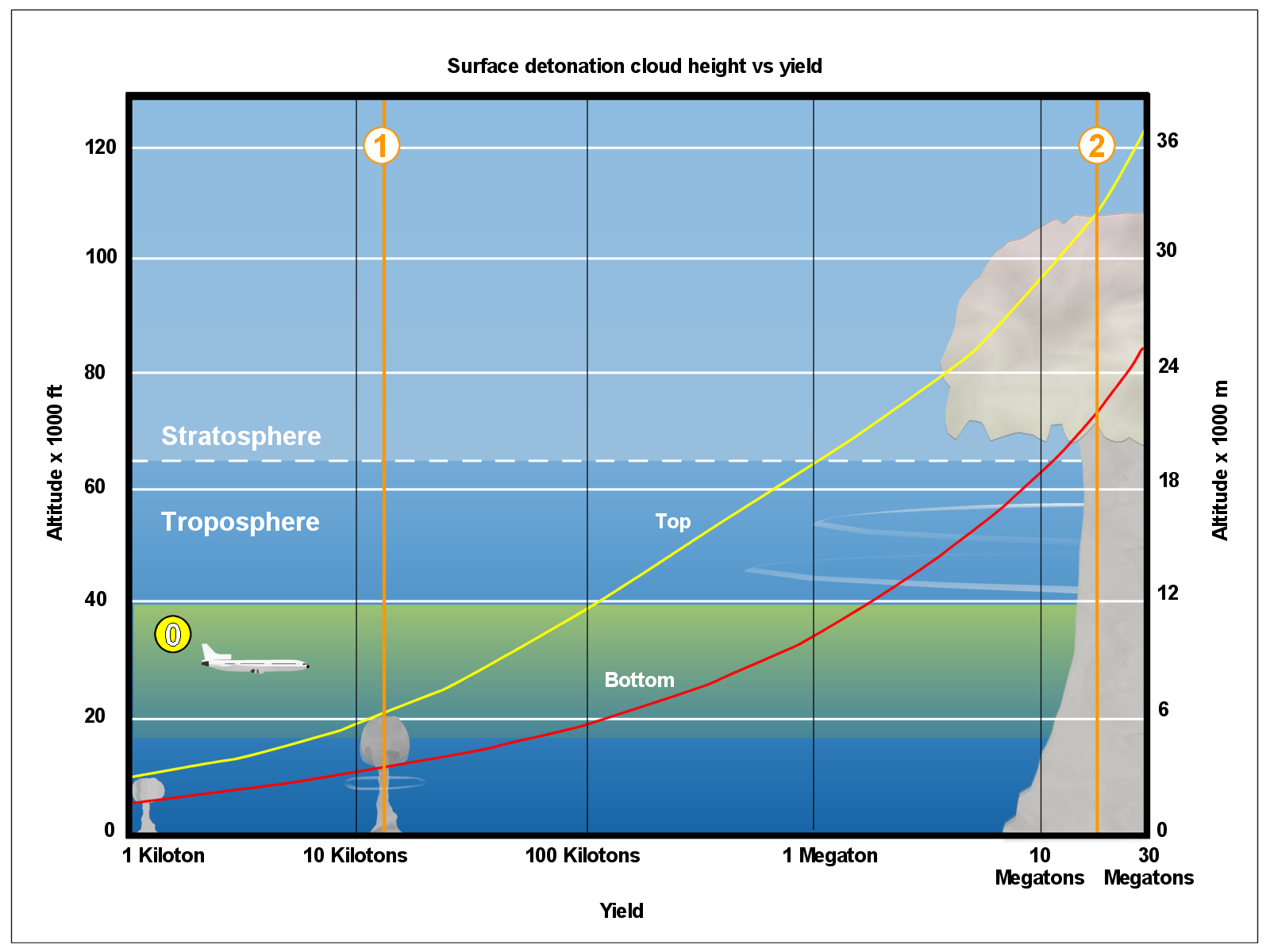
Diagrama do rendimento explosivo vs a altura da nuvem de cogumelo, ilustrando a diferença entre explosões Fat Man de 22 quilotoneladas e Castle Bravo de 15 megatoneladas.

O equivalente em TNT é um método de quantificação da energia libertada em explosões. A tonelada (ou ton) de TNT é uma unidade de energia igual a 4,184 gigajoules, aproximadamente a quantidade de energia libertada pela detonação de uma tonelada de TNT. A megatonelada (ou megaton) de TNT é uma unidade de energia equivalente a 4,184 petajoules.
A quilotonelada e a megatonelada de TNT têm sido tradicionalmente usadas para classificar a libertação de energia, e portanto o poder destrutivo, de armas nucleares. Esta unidade consta em vários tratados sobre o controlo de armas nucleares, e dá uma ideia da sua destrutividade em comparação com os explosivos convencionais, como o TNT. Mais recentemente, foi usada para descrever a energia libertada noutros eventos destrutivos, como impactos de asteroides. Porém, o TNT não é o mais energéticos dos explosivos convencionais. A dinamite, por exemplo, tem uma densidade energética 60% maior (aproximadamente 7,5 MJ/kg, comparados com 4,7 MJ/kg para o TNT).

## Valor
Um grama de TNT liberta 980-1 100 calorias ao explodir. Para definir uma tonelada de TNT, este valor foi arbitrariamente padronizado ao definir-se que 1 000 calorias termoquímicas = 1 grama de TNT = 4184 J (exatos).
Esta definição é uma convenção. A energia dos explosivos é normalmente calculada usando a energia do trabalho termodinâmico da detonação, que para o TNT foi precisamente medido como sendo 1 120 calth/g a partir de um grande número de experiências de com explosões aéreas, e teoricamente calculado como sendo 1 160 calth/g.
A emissão de calor de um grama de TNT é apenas 651 calorias termoquímicas ≈ 2724 J, mas este não é o valor mais importante para os cálculos do efeito explosivo.
Uma quilotonelada de TNT pode ser visualizada como um cubo de TNT com 8,46 metros de aresta.
| Gramas TNT        | Símbolo | Toneladas TNT        | Símbolo | Energia      | Correspondendo a perda de massa |
| ----------------- | ------- | -------------------- | ------- | ------------ | ------------------------------- |
| grama de TNT      | g       | microtonelada de TNT | μt      | 4,184×103 J  | 46,55 pg                        |
| quilograma de TNT | kg      | militonelada de TNT  | mt      | 4,184×106 J  | 46,55 ng                        |
| megagrama de TNT  | Mg      | tonelada de TNT      | t       | 4,184×109 J  | 46,55 mg                        |
| gigagrama de TNT  | Gg      | quilotonelada de TNT | kt      | 4,184×1012 J | 46,55 mg                        |
| teragrama de TNT  | Tg      | megatonelada de TNT  | Mt      | 4,184×1015 J | 46,55 g                         |
| petagrama de TNT  | Pg      | gigatonelada de TNT  | Gt      | 4,184×1018 J | 46,55 kg                        |

## Exemplos

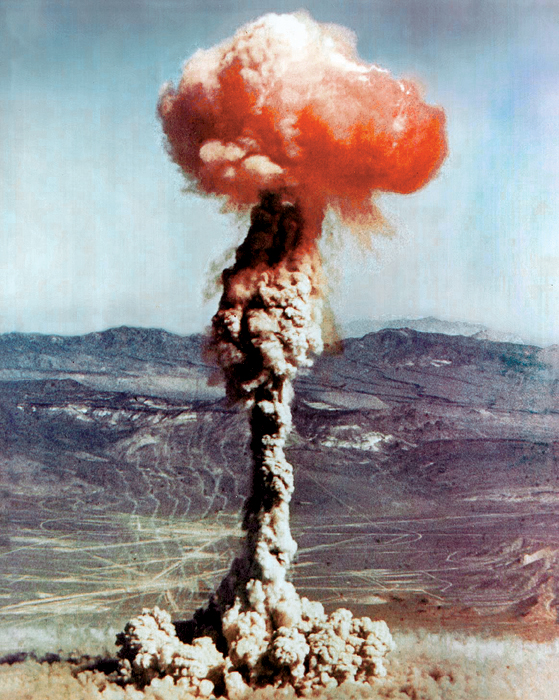
A explosão de um teste nuclear de 14 quilotons na Área de Testes de Nevada, em 1951.

- A energia libertada por bombas antibunker convencionais varia desde menos de 1 tonelada até às 11 toneladas da MOAB.
- Crê-se que Minor Scale, uma explosão convencional produzida em 1985 pelos Estados Unidos, utilizando 4 400 t de explosivo ANFO para simular uma explosão nuclear de 4 kt, foi a maior detonação planeada de explosivos convencionais em toda a História.
- A bomba atómica Little Boy largada em Hiroshima em 6 de Agosto de 1945, explodiu com uma energia de aproximadamente 15 kt de TNT (63 TJ). As bombas nucleares atualmente no arsenal dos Estados Unidos têm potências que variam de 0,3 kt (1,3 TJ) a 1,2 Mt (5,0 PJ) para a bomba estratégica B83.
- Durante a a Guerra Fria,os Estados Unidos desenvolveram bombas de hidrogénio com uma potência máxima teórica de 25 Mt de TNT (100 PJ); a União Soviética desenvolveu uma arma protótipo, alcunhada Tsar Bomba, que foi testada a 50 Mt (210 PJ), mas que tinha uma potência máxima teórica de 100 Mt (420 PJ).[5] O potencial destrutivo real de tais armas pode variar muito dependendo das condições, como a altitude a que são detonadas, a natureza do alvo, e as caraterísticas físicas da paisagem na qual são detonadas.
- 1 Mt de TNT (4,2 PJ), quando convertida em kW.h, produz energia suficiente para fornecer energia a um lar americano médio durante 103 474 anos (ano de 2007).[6] Por exemplo, o valor máximo estimado para a potência explosiva do evento de Tunguska poderia fornecer o lar antes referido durante 3 104 226 anos. Colocando este valor em perspetiva: esta energia seria suficiente para fornecer a totalidade do consumo dos Estados Unidos durante 3,27 dias.[7]
- Sismos de megacavalgamentos registram valores enormes de MW, ou energia total libertada. O sismo do Oceano Índico de 2004 libertou 9560 Gt de equivalente em TNT (40 000 EJ), mas a sua ME (energia de rotura de superfície, ou potencial de danos) foi muito menor, cerca de 26,3 Mt (110 PJ).
- A uma escala muito maior, as explosões de supernovas libertam cerca de 1044 Joules de energia, o que equivale a aproximadamente a 1028 megatoneladas de TNT.
- A energia libertada quando o maior fragmento do cometa Shoemaker-Levy 9 colidiu com Júpiter foi estimada em aproximadamente 6 milhões de megatoneladas de TNT.
- A energia máxima produzida por 1 kg de matéria seria obtida pela sua aniquilação com igual quantidade de antimatéria, convertendo toda a massa em energia.[8] Segundo a equivalência massa-energia, esta reação produziria 17.975×1016 J, equivalentes a 42,96 Mt.